# مطبخ إكوادوري

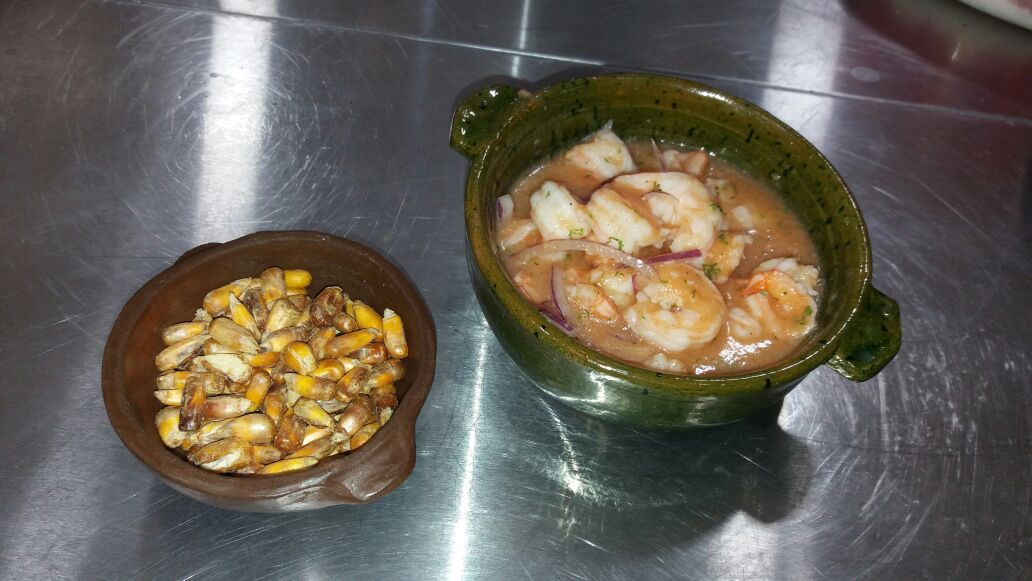
سيفيتشي إكوادوري ، مصنوع من الروبيان والليمون والبصل والطماطم وبعض الأعشاب. تُستخدم صلصة الطماطم والخردل والبرتقال في بعض الأماكن ، ولكنها لا تشكل جزءًا من الوصفة الأساسية

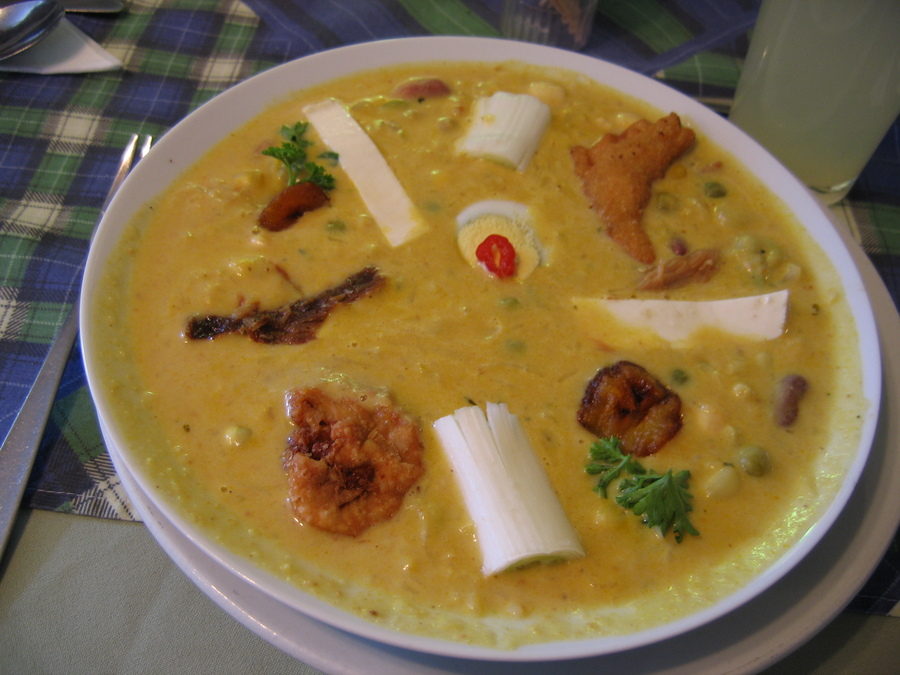
وعاء من fanesca خدم في كيتو ، إكوادور. حساء الإكوادور التقليدية خدم حول عيد الفصح.

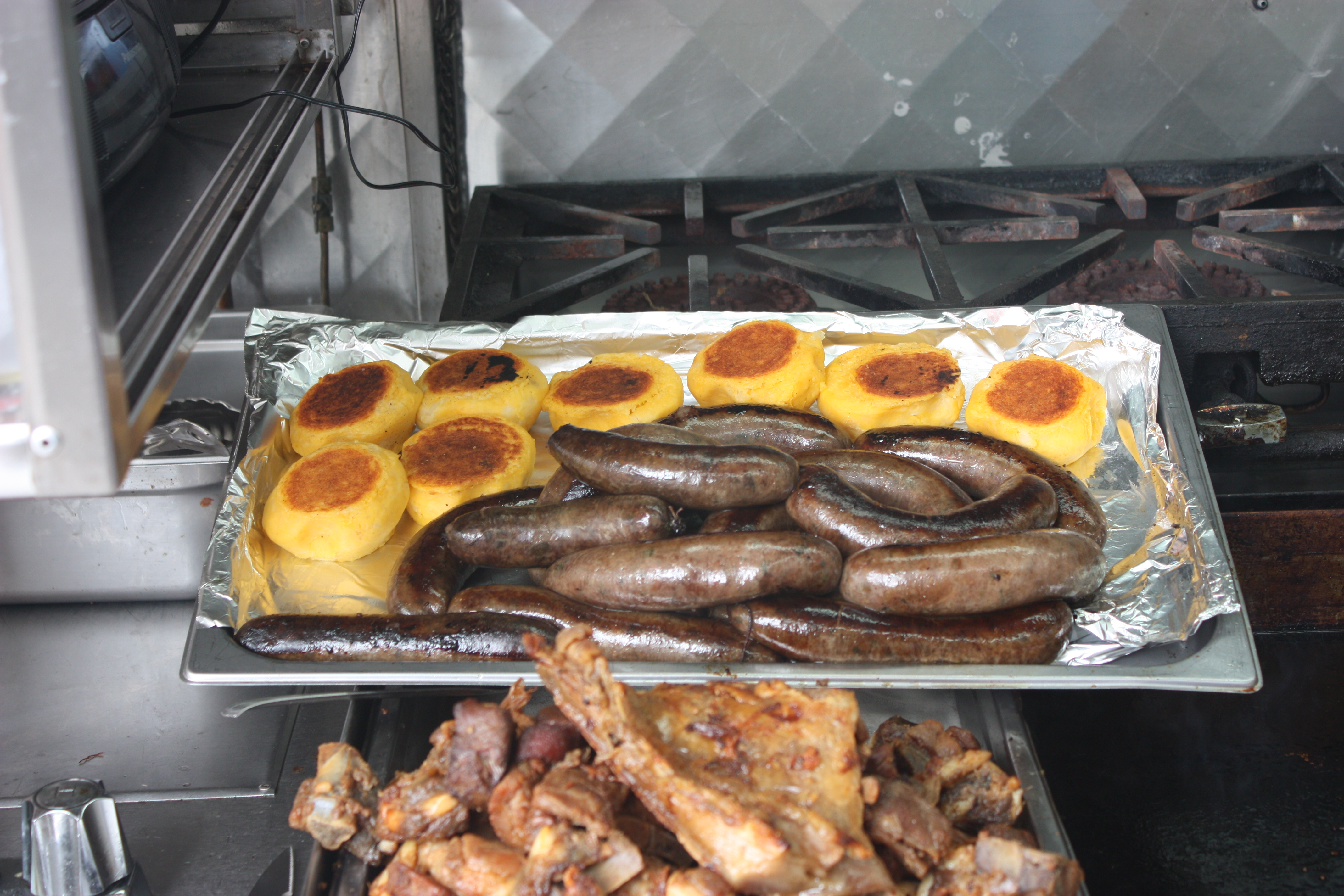
Llapingachos و chorizo

المطبخ الإكوادوري هو مطبخ متشعب ومتنوع، يختلف باختلاف الارتفاع عن سطح البحر والظروف الزراعية المرتبطة به. تحظى لحوم البقر والدجاج والمأكولات البحرية بشعبية في المناطق الساحلية، وعادةً ما يتم تقديمها مع الأطعمة الغنية بالكربوهيدرات مثل الأرز مصحوباً بالعدس أو المعكرونة أو موز الجنة. بينما في المناطق الجلبية تحظى لحوم الخنزير والدجاج والبقر والخنزير الغيني (cuy) بشعبية فيها، وعادةً ما يتم تقديمها مع الأرز أو الذرة أو البطاطا. وتشمل بعض الأمثلة على المطبخ الإكوادوري بشكل عام طبق «باتاكونيس» (patacones) (وهو عبارة عن قطع من نبات موز الجنة غير ناضجة مقلية مرتين)، «يابنغاجوس» (Llapingacho) (عبارة عن فطائر مشابه للبان كيك مصنوعة من البطاطا)، «سيكو ذي تيفو» (seco de chivo) (نوع من اليخنة مصنوعة من لحم الماعز). يحتوي المطبخ الإكوادوري على مجموعة واسعة من الفواكه الطازجة وخاصةً في المناطق الأقل ارتفاعاً، وهذه المجموعة تتضمن فاكهة زهرة الآلام الحلوة (granadilla) والماراكويا (passionfruit)
بعض الأمثلة على المطبخ الإكوادوري بشكل عام تشمل patacones (نباتات غير ناضجة مقلية بالزيت، مهروسة، ثم llapingachos)، llapingachos (كرة بطاطا seco de chivo)، seco de chivo (نوع من الحساء مصنوع من الماعز). تتوفر مجموعة واسعة من الفاكهة الطازجة، خاصة على الارتفاعات المنخفضة، بما في ذلك آلامية لسينية ، العاطفة، naranjilla ، عدة أنواع من الموز، حرنكش ، taxo ، والطماطم شجرة.
الطعام مختلف إلى حد ما في المناطق الجبلية الجنوبية، ويضم Loja نموذجية الغذاء مثل repe ، حساء أعد مع الموز الأخضر. cecina لحم خنزير مشوي و miel con quesillo أو " cuajada "، كحلوى. في الغابات المطيرة، yuca هو العنصر الرئيسي في النظام الغذائي، ودعا في مكان آخر الكسافا. جذور النشا مقشرة ومسلوقة أو مقلية أو مستخدمة في مجموعة متنوعة من الأطباق الأخرى. في جميع أنحاء البلاد، يتم استخدامه أيضًا كخبز، pan de yuca وهو مشابه لـ pão de queijo البرازيلية ويستهلك غالبًا بجانب أنواع مختلفة من الزبادي القابل للشرب. تتوفر العديد من الفواكه في هذه المنطقة، بما في ذلك الموز وعنب الأشجار ونخيل الخوخ.

## وجبة نموذجية
تتبع معظم المناطق في الإكوادور الوجبة التقليدية المكونة من 3 أطباق مثل sopa / soup وطبق segundo / second الذي يشمل الأرز أو المعكرونة وبروتين مثل اللحوم والدواجن والخنازير أو الأسماك. ثم الحلوى والقهوة هي العادة. العشاء عادة ما يكون أخف وأحيانًا القهوة أو الشاي العشبي مع الخبز.

## النفوذ الكاثوليكي
إلى جانب المناطق، هناك العديد من الأطباق الإكوادورية النموذجية المستهلكة في المناسبات الخاصة. Fanesca ، حساء السمك بما في ذلك عدة أنواع من الفول والعدس والذرة، وغالبا ما تؤكل خلال الصوم الكبير وعيد الفصح، ويتم تقديمها تقليديا في جميع أنحاء الإكوادور. خلال الأسبوع الذي colada morada ذكرى المتوفى أو عيد All Souls ، مشروب الفاكهة colada morada هو نموذجي، يرافقه t'anta wawa وهو الخبز المحشو على شكل أطفال.